# Amemura O-town Record
Amemura O-town Record（アメムラ オータウン レコード）は、かつて大阪市中央区西心斎橋（アメリカ村）の御堂筋ダイヤモンドビルにあった関西拠点最初のメジャーレーベルのレコード会社、株式会社アメムラオータウンレコードのレコードレーベル。ビーインググループに属していた。略称AOR。

## 概要
レーベル名の「Amemura」は大阪の流行発信地の一つであるアメリカ村の略であるアメ村（本社所在地である御堂筋ダイヤモンドビルの西側がアメリカ村）で、「O-town」はモータウンと大阪市を掛けたものであり、大阪を意識してレーベル名が付けられたことが見て取れる。AOR（Adult Oriented Rock）とも掛けている。実質的には小松未歩専用レーベルとなっていた。

### メジャーレーベル時代
1997年春、当時T-BOLANをはじめFIELD OF VIEWやMANISHらのヒットで勢力を保っていたZAIN RECORDSの関西専用のサブレーベルとして、前身となるSpoonfulレーベルが設立され、5月28日に小松未歩がシングル「謎」でデビュー、6月18日に辻尾有紗がシングル「青い空に出逢えた」でデビューした。
同年7月1日、ZAIN RECORDSからSpoonfulレーベルが独立、関西拠点最初のメジャーレーベルのレコード会社としてAmemura O-town Recordを設立。当初はSpoonfulレーベルの運営会社である株式会社スプーンフルをそのまま独立させる予定であったが、直前での方針転換となった。 そのため、小松の2ndシングル「輝ける星」は当初規格品番がSFDJ-1001で予定されていたが、AODS-1001に変更された。また、辻尾の2ndシングル（発売中止）は規格品番SFDJ-1002で予定されていたが、AODS-1002に変更された。販売元はZAIN RECORDSに委託していた。
同年9月25日、レーベル第1弾作品として小松未歩の2枚目となるシングル「輝ける星」が発売された。以降は椎名祐海と辻尾有紗がレーベルに所属したが、椎名は同レーベルでは1stシングル「太陽」しか発表していない。辻尾に至ってはレーベルに移籍後予定されていたシングルの発売が中止、直後に活動中止となっており、結局同レーベルからは1枚も発表しておらず、実質的には小松専用のレーベルとして運営されていた。
1999年3月3日、小松の7枚目のシングル「さよならのかけら」が発売された。この作品リリース直後に小松がGIZA studioへ移籍したことにより、これがレーベルにとって最後のリリース作品となり、アーティスト不在のために同年4月30日で運営を終了した。（事実上GIZA studioへ吸収された）

### インディーズレーベルとして復活
2010年3月24日、北村優希の2枚目のシングル「空になって」にAme-mura O-town Rの表記が復活。ビーイングをディストリビューターとしたインディーズレーベルとして運営される。

## 所属していたアーティスト
- 小松未歩　ZAIN RECORDS/Spoonfulより本レーベルへ移籍（転入）。GIZA studioへ移籍（転出）。
- 椎名祐海　BLUE-Z Recordsよりインディーズデビュー後、本レーベルでメジャーデビュー、1999年9月までKISS-FM KOBEでサウンドクルーとして活動後、休止。
- 辻尾有紗　ZAIN RECORDS/Spoonfulより本レーベルへ移籍（転入）後、予定されていたシングルが発売中止。直後に活動中止。

## 作品

### 1997年
- 「輝ける星」 （小松未歩 2ndシングル）[7]
- 『謎』 （小松未歩 1stアルバム）

### 1998年
- 「願い事ひとつだけ」 （小松未歩 3rdシングル）[8]
- 「anybody's game」 （小松未歩 4thシングル）[9][10][11]
- 「チャンス」 （小松未歩 5thシングル）[12]
- 「太陽」 （椎名祐海 1stシングル[4]）[13]
- 「氷の上に立つように」 （小松未歩 6thシングル）[8]
- 『小松未歩 2nd 〜未来〜』 （小松未歩 2ndアルバム）

### 1999年
- 「さよならのかけら」 （小松未歩 7thシングル）[14]